# برونو لئوناردو ویسنته
برونو لئوناردو ویسنته (به پرتغالی: Bruno Leonardo Vicente) هافبک اهل برزیل است که در شهر Cruzeiro do Sul, Paraná و در تاریخ ۱۸ فوریهٔ ۱۹۸۹ به دنیا آمده‌است.
برونو لئوناردو ویسنته در تیم‌های فوتبال Campo Grande سابقهٔ حضور دارد.